# Fors (Avesta)
Pour les articles homonymes, voir Fors.
Fors est une localité de Suède dans la commune d'Avesta située dans le comté de Dalécarlie.
Sa population était de 763 habitants en 2019.